# Trithyris iphiclalis
Trithyris iphiclalis là một loài bướm đêm trong họ Crambidae.